# Морской порт Балтийска

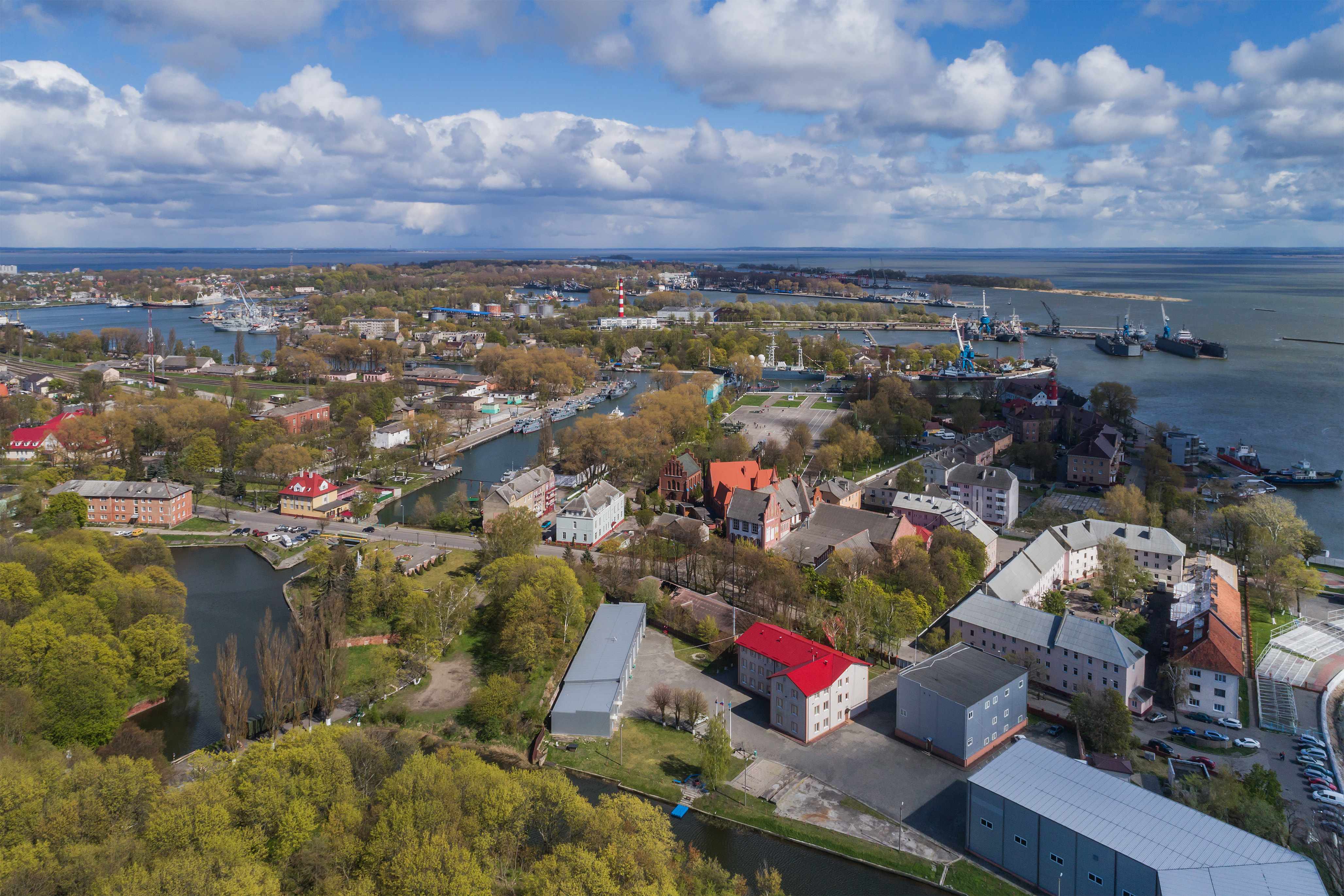
Вид на порт

Балти́йский грузово́й райо́н морско́го по́рта Калинингра́д — один из 4-х грузовых районов морского порта Калининград, который территориально простирается от входных молов Балтийска до двухъярусного моста в Калининграде.
Балтийский грузовой район морского порта Калининград имеет выгодное географическое положение — расположен непосредственно у выхода в Гданьский залив.

## Pасположение и возможности
Выгодная география расположение грузового района позволяет ему принимать крупнотоннажные суда (дедвейтом до 35 тыс. тонн, осадкой до 12 метров и длиной до 200 метров).

## История

### XVI век — 1945 год
С момента основания играл важную роль в экономике города Пиллау. Особенно интенсивно развивался в XIX веке, чему способствовал переход административного и хозяйственного управления портом обществу Кёнигсбергских купцов, а также строительство в 1856 году железной дороги Пиллау — Кёнигсберг. Однако строительство судоходного канала в Кёнигсберг в 1901 году отрицательно сказалось на экономике порта и всего города.
В 1910 году была организована пароходная пассажирская линия «Seedinst Ostpreusse» («Морская служба Восточной Пруссии»), связывавшая Пиллау с Свинемюнде (Свиноуйсьце).
Позже было организовано сообщение с городами: Киль, Травемюнде, Варнемюнде, Мемелем (Клайпеда), Лиепаей, Таллином, Хельсинки, а также были налажены пассажирские линии по внутренним водам Фрише Хаф (Калининградский залив) между городами Эдьбинг (Эльблонг), Кальберг, Фромборк, Сопот.
В 1921 году город был объявлен базой германского флота. В связи с этим началось строительство новых причалов и портовых сооружений, которые так и не были закончены в связи с поражением Германии во Второй мировой войне.

### 1945 год — настоящее время
В советское время на порт были возложены исключительно военные функции, которые распространялись и на город.
Из-за этого морская торговля в Балтийске отсутствовала, только в конце XX века порт Балтийск стал грузовым районом динамично развивающегося морского порта Калининград, сразу началось строительство нового паромного терминала.

## Паромный комплекс

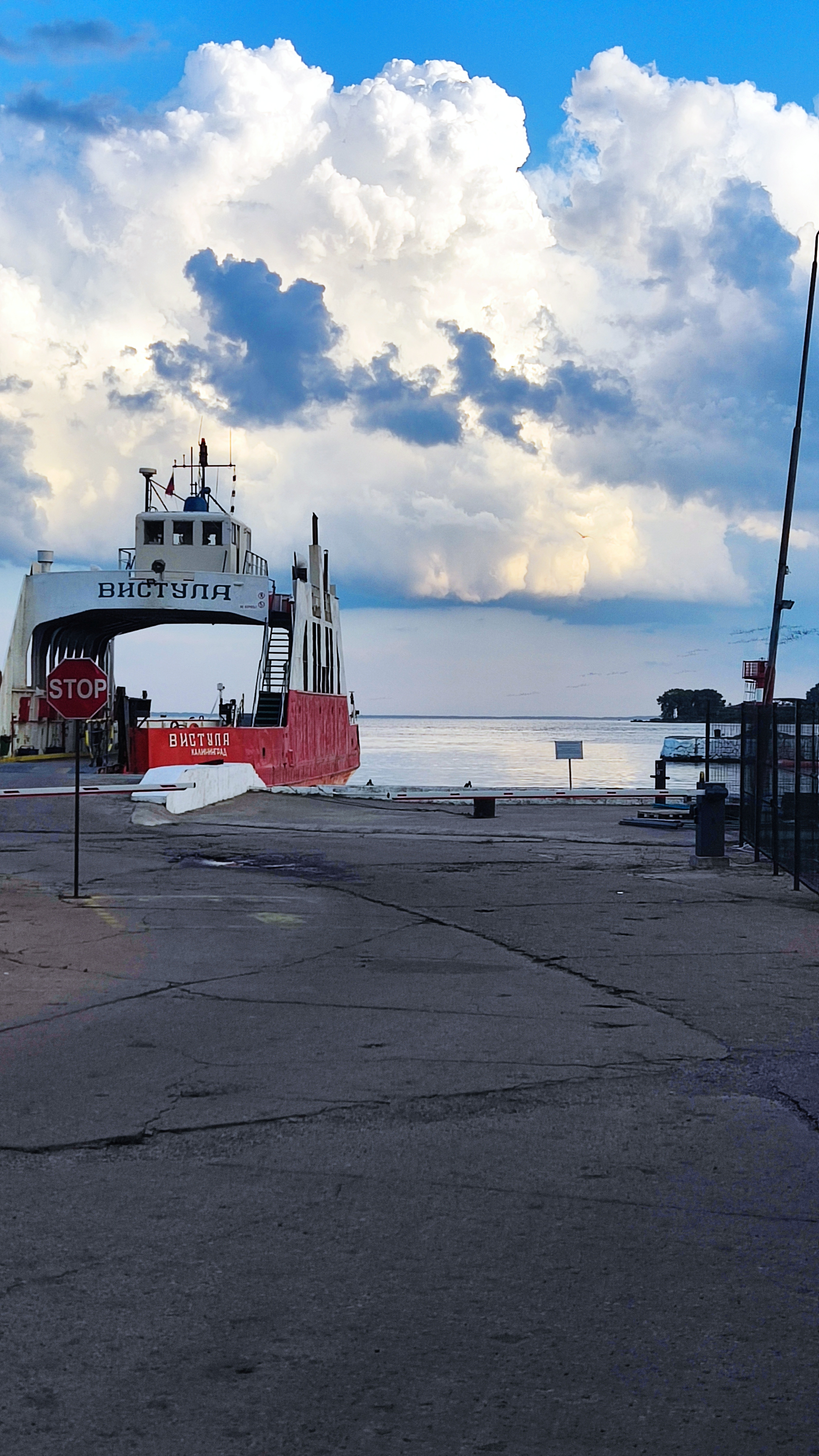
Паром в Балтийске.

С начала XXI века активно строился грузопассажирский паромный комплекс. Он должен был соединить паромной переправой Калининградскую область и Санкт-Петербург, а также порты Германии.
Создание комплекса было подстёгнуто внешними причинами: отношения между Россией и странами Прибалтики были неустойчивыми.
Для нормальной связи со своими удалёнными территориями России нужно было паромное сообщение.
С другой стороны, товарооборот с Польшей и Германией рос и международная торговля должна была сделать доходной перевалочную базу в порту Калининград.
К 2006 году в его создание было инвестировано 4,5 млрд рублей.
В итоге грузопассажирский паромный терминал стал главным транспортным узлом города.
Пассажирские паромные линии по состоянию на 2008 год связали Балтийск с Санкт-Петербургом, Зассницем (Германия)(прекращено 01.01.2010), Клайпедой (Литва), Карлсхамном (Швеция), Гдыней (Польша).
Проектный грузовой оборот паромного терминала — более 5 млн тонн в год.
Паромная пассажирская переправа Балтийск ↔ Гданьск эксплуатируется польским пароходством.

## Контейнерный терминал
Планами развития морского порта Калининград предусматривается строительство второй очереди контейнерного терминала в Балтийске мощностью 300 тыс. TEU в год.

## Показатели деятельности Балтийского грузового района
Уже в 2005 году через портовые мощности Балтийского грузового района прошло более 1 млн тонн груза, впоследствии эта цифра может быть увеличена до 8 млн тонн в год, что в два раза превышает грузооборот порта Стокгольма.

## Судоремонтный завод № 33

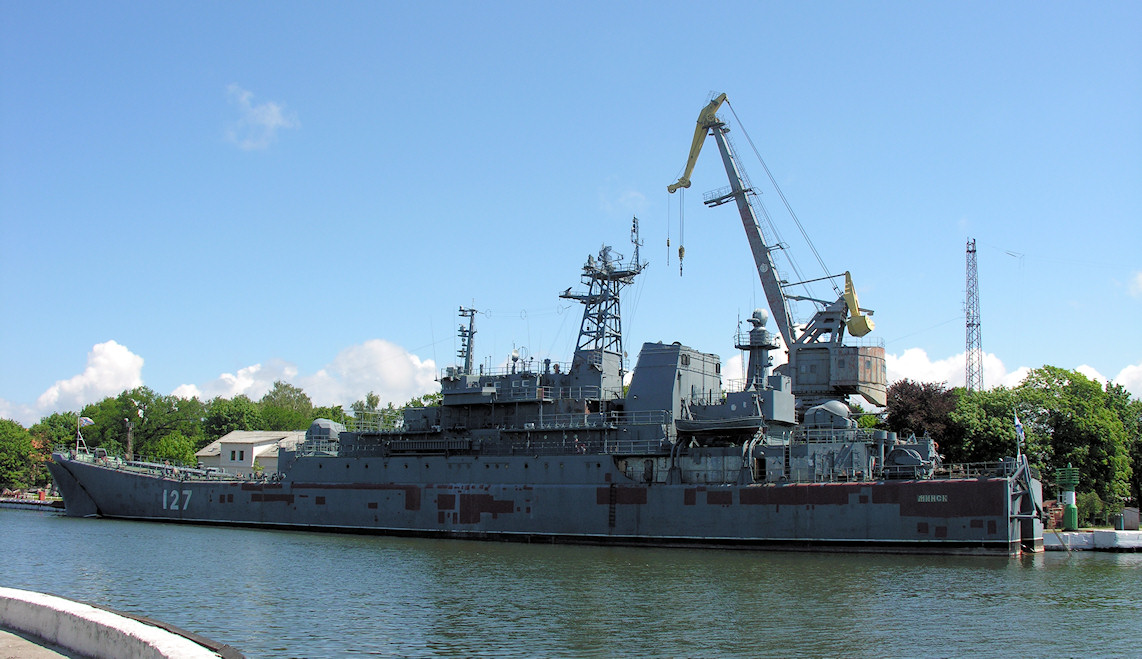
БДК-43 «Минск» проекта 775 на ремонте в Судоремонтном заводе № 33.

На территории балтийского грузового района расположен Судоремонтный завод № 33.
Это ведущее промышленное предприятие города.
Завод работает как с военными, так и с гражданскими судами России и иностранных государств.
Особенность завода в том, что он является самым близким к Западной Европе судоремонтным заводом с незамерзающей акваторией.
Для возможности ремонта иностранных судов на территории завода организован пункт доступа на территорию Российской Федерации.